# 篦齿双盖蕨
篦齿双盖蕨（学名：Diplazium hirsutipes）也称篦齿短肠蕨，为蹄盖蕨科双盖蕨属下的一个种。